# Dicypellium caryophyllatum
Dicypellium caryophyllatum är en lagerväxtart som först beskrevs av Carl Friedrich Philipp von Martius, och fick sitt nu gällande namn av Christian Gottfried Daniel Nees von Esenbeck. Dicypellium caryophyllatum ingår i släktet Dicypellium och familjen lagerväxter. Inga underarter finns listade i Catalogue of Life.